# Ballée
Ballée là một xã thuộc tỉnh Mayenne trong vùng Pays de la Loire tây bắc nước Pháp. Xã này nằm ở khu vực có độ cao trung bình 37-88 mét trên mực nước biển.
Sông Vaige tạo thành một phần ranh giới phía tây thị trấn.